# Psychedelicatessen
Psychedelicatessen è il secondo studio album dei Threshold, uscito nel tardo 1994. È il primo album dei Threshold a vedere Glynn Morgan alla voce, rientrato nella band nel 2017, ed anche il solo con Nick Harradence alla batteria.

## Tracce
1. Sunseeker – 7:38
2. A Tension Of Souls – 7:10
3. Into The Light – 10:00
4. Will To Give – 4:54
5. Under The Sun – 3:05
6. Babylon Rising – 4:42
7. He Is I Am – 5:51
8. Innocent – 4:43
9. Devoted – 7:32

### Special edition
L'edizione rimasterizzata del 2001 contiene due tracce bonus:
1. "Lost" – 2:42 una canzone inclusa originariamente nell'edizione giapponese
2. "Intervention" – 8:25 La prima canzone registrata dalla band, ri-registrata con Glynn Morgan alla voce e Richard West alle tastiere

## Formazione
- Glynn Morgan - voce
- Karl Groom - chitarra acustica e elettrica
- Jon Jeary - basso, chitarra acustica, voce
- Richard West - tastiere
- Nick Midson - chitarra elettrica
- Nick Harradence - batteria
- Jay Micciche - batteria (Livedelica)